# Gravitationsverlust
Als Gravitationsverlust wird in der Raumfahrtphysik der Teil der physikalischen Arbeit bezeichnet, den eine Rakete gegen das Gravitationsfeld eines Zentralkörpers aufbringen muss. Nicht berücksichtigt werden hierbei weitere Verluste wie etwa die Luftreibung, die bei einem Raketenstart von der Erdoberfläche ebenfalls eine große Rolle spielt. Der entscheidende Effekt ist, dass eine Rakete eine gewisse Zeit benötigt, um die Kreisbahngeschwindigkeit zu erreichen. Während dieser Zeit fällt die Rakete auf einer ballistischen Bahn nach wie vor auf den Zentralkörper zurück. Deswegen ist die notwendige Energie zum Erreichen der Kreisbahngeschwindigkeit größer als die tatsächliche Potentialdifferenz, die sich aus dem Höhenunterschied ergibt.
In der Regel wird in der Raumfahrt für den Gravitationsverlust statt der Energie jener Teil des Delta v angegeben, den eine Rakete zusätzlich aufbringen muss, um die notwendige Kreisbahngeschwindigkeit zu erreichen. Die Kreisbahngeschwindigkeit einer Erdumlaufbahn ist etwa 7,8 km/s, für das Erreichen der Umlaufbahn muss eine Rakete aber Energie für eine deutlich höhere Endgeschwindigkeit zur Verfügung haben. Der Gravitationsverlust ist jedoch geringer als der Energieverlust durch Luftreibung. Daher starten Raketen von der Erde erst senkrecht, um die Atmosphäre schnell zu durchqueren, und schwenken dann langsam in die horizontale Flugbahn ein. 

## Grundlegende Erklärung
Im Folgenden werden alle weiteren Einflüsse, wie z. B. der Luftwiderstand, vernachlässigt und nur die Einflüsse der Gravitation berücksichtigt.
Ein Körper, der mit einer hinreichend großen Geschwindigkeit senkrecht von der Oberfläche eines Himmelskörpers startet, wird eine gewisse Höhe erreichen. Wenn der Körper an diesem höchsten Punkt die notwendige Geschwindigkeit für einen Orbit in horizontaler Richtung sofort aufnehmen könnte, würde er in eine stabile Umlaufbahn einschwenken, und die Gravitationsverluste würden exakt der Energie entsprechen, die für das Erreichen dieser Höhe notwendig ist.
Wenn nun aber dieser Körper an seiner Gipfelhöhe die notwendige Geschwindigkeit für einen Orbit in horizontaler Richtung mit einem Raketentriebwerk aufbaut, dann dauert dieses eine gewisse Zeit, und der Körper fällt während dieser Zeit nach unten. Um dieses auszugleichen, muss der Körper also nicht nur in horizontaler Richtung beschleunigen, sondern auch gleichzeitig immer wieder angehoben werden. Je schwächer der Schub des Antriebs, also je länger das Erreichen der Orbitalgeschwindigkeit dauert, desto größer wird der Aufwand, um die Höhe zu halten.
Eine Rakete, die z. B. von der Erdoberfläche startet, muss natürlich mindestens die Potentialdifferenz zum Erreichen der gewünschten Höhe bewältigen. Das Erreichen der Orbitalgeschwindigkeit macht zwar den größeren Teil der Energie aus, aber bis diese Geschwindigkeit erreicht ist, fällt sie durch die Gravitation immer wieder zurück. Dieser Gravitationsverlust ist also abhängig von der Zeit, in der eine Rakete das Ziel erreichen kann.

## Praxisbeispiele
- Die Ariane 5 ECA hat eine relativ schwache Oberstufe, um den gewünschten Orbit erreichen zu können. Die Stufe hat aber auch eine vergleichsweise hohe Brenndauer. Hier wird zu Beginn ein hoher Orbit angesteuert, um dann das Herunterfallen als kinetische Energie für einen GTO-Transfer auszunutzen.
- Die Asteroidensonde Dawn hat über sehr lange Zeiträume ihr schwaches Ionentriebwerk eingesetzt, da sie aber zum Erreichen ihrer Ziele in höheren Orbits um die Sonne eigentlich nur langsamer werden musste, hat sie damit nur gegen die Gravitation der Sonne gearbeitet.